# Conjunciones adversativas en español
Las conjunciones adversativas en el idioma español son aquellas conjunciones que contraponen dos oraciones o dos términos sintácticos. La contrariedad puede ser parcial o total; la parcial expresa una corrección o restricción en el juicio de la primera oración, de modo que la coordinación es restrictiva: "mas", "pero", "aunque".
Si hay incompatibilidad entre las dos oraciones coordinadas de manera que la afirmativa excluya totalmente a la negativa, la coordinación es exclusiva.

No lo hizo Juan, sino Pedro.

Son conjunciones adversativas:
- Pero

Iría contigo, pero no puedo.
Me gustaría comprar un helado, pero no tengo dinero.

- Empero

El contrato había mejorado mucho sus condiciones, empero no fueron aceptadas.

- Aunque

Piensan casarse, aunque no saben cuándo.

- Mas

"Mas" está actualmente reducida a la lengua escrita y principalmente a la lengua literaria y expresa una corrección más suave que "pero":

Hizo un juramento, mas fue en vano.
Quiero ayudarte, mas no sé cómo.

- Sino

No es necesario memorizar el texto, sino que comprendas el significado de las palabras.

También puede haber una simple yuxtaposición de los elementos contrapuestos, sin nexo, dando sentido adverso o de oposición entre las frases de la oración. En la escritura esto se refleja en una coma (“,”) o punto y coma (“;”).
Pero y mas, pueden encabezar una cláusula con sentido enfático:

¡Pero, Juan, si tú no estabas!

En la escritura, generalmente antes de las conjunciones adversativas se pone una coma.
Existe una serie de conjunciones que proceden de formas lingüísticas más extensas y que se han gramaticalizado total o parcialmente. Son las locuciones adversativas; se usan como nexos. Algunos ejemplos de ellas son:
- sin embargo
- no obstante
- antes bien
- al contrario
- a pesar de
- si bien
- con todo
- más bien
- antes bien